# The Following/Episodenliste

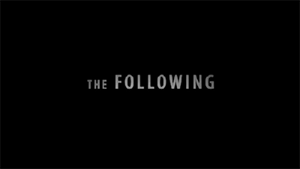
Logo zur Serie

Diese Episodenliste enthält alle Episoden der US-amerikanischen Thrillerserie The Following, sortiert nach der US-amerikanischen Erstausstrahlung. Zwischen 2012 und 2015 entstanden in drei Staffeln insgesamt 45 Episoden mit einer Länge von jeweils etwa 42 Minuten.

## Übersicht
| Staffel | Episodenanzahl | Erstausstrahlung USA | Erstausstrahlung USA | Deutschsprachige Erstausstrahlung | Deutschsprachige Erstausstrahlung |
| Staffel | Episodenanzahl | Staffelpremiere      | Staffelfinale        | Staffelpremiere                   | Staffelfinale                     |
| ------- | -------------- | -------------------- | -------------------- | --------------------------------- | --------------------------------- |
| 1       | 15             | 21. Januar 2013      | 29. April 2013       | 6. Juni 2013                      | 12. September 2013                |
| 2       | 15             | 19. Januar 2014      | 28. April 2014       | 6. Oktober 2014                   | 12. Januar 2015                   |
| 3       | 15             | 2. März 2015         | 18. Mai 2015         | 19. November 2015                 | 25. Februar 2016                  |

## Staffel 1
Die Erstausstrahlung der ersten Staffel war vom 21. Januar bis zum 29. April 2013 auf dem US-amerikanischen Sender Fox zu sehen. Die deutschsprachige Erstausstrahlung sendete der deutsche Pay-TV-Sender RTL Crime vom 6. Juni bis zum 12. September 2013.
| Nr. (ges.) | Nr. (St.) | Deutscher Titel                                  | Originaltitel     | Erstausstrahlung USA | Deutschsprachige Erstausstrahlung (D) | Regie                        | Drehbuch                                                              | Zuschauer (USA) |
| ---------- | --------- | ------------------------------------------------ | ----------------- | -------------------- | ------------------------------------- | ---------------------------- | --------------------------------------------------------------------- | --------------- |
| 1          | 1         | Genie und Wahnsinn                               | Pilot             | 21. Jan. 2013        | 6. Juni 2013                          | Marcos Siega                 | Kevin Williamson                                                      | 10,42 Mio.      |
| 2          | 2         | Verräterische Herzen                             | Chapter Two       | 28. Jan. 2013        | 13. Juni 2013                         | Marcos Siega                 | Kevin Williamson                                                      | 10,10 Mio.      |
| 3          | 3         | Es reflektieren die Scherben                     | The Poet’s Fire   | 4. Feb. 2013         | 20. Juni 2013                         | Liz Friedlander              | Adam Armus & Nora Kay Foster                                          | 9,01 Mio.       |
| 4          | 4         | Niemals von echter Gesundheit                    | Mad Love          | 11. Feb. 2013        | 27. Juni 2013                         | Henry Bronchtein             | Handlung: Andrew Wilder & Kevin Williamson Drehbuch: Kevin Williamson | 7,79 Mio.       |
| 5          | 5         | Der Mensch hinter seiner Maske                   | The Siege         | 18. Feb. 2013        | 4. Juli 2013                          | Phil Abraham                 | Rebecca Dameron                                                       | 8,31 Mio.       |
| 6          | 6         | Erkenntnisse in ungeheuren Abgründen             | The Fall          | 25. Feb. 2013        | 11. Juli 2013                         | Marcos Siega                 | Shintaro Shimosawa                                                    | 8,58 Mio.       |
| 7          | 7         | Sie werden, was sie sind                         | Let Me Go         | 4. März 2013         | 18. Juli 2013                         | Nick Gomez                   | Seamus Kevin Fahey                                                    | 8,81 Mio.       |
| 8          | 8         | Alle erschaffenen Dinge                          | Welcome Home      | 11. März 2013        | 25. Juli 2013                         | Joshua Butler                | Amanda Kate Shuman                                                    | 8,15 Mio.       |
| 9          | 9         | Niemals leiden, heißt niemals glücklich sein     | Love Hurts        | 18. März 2013        | 1. Aug. 2013                          | Marcos Siega & Adam Davidson | Adam Armus & Kay Foster                                               | 7,34 Mio.       |
| 10         | 10        | Aus Betrug, Angst, Vorteil, Phantasie und Poesie | Guilt             | 25. März 2013        | 8. Aug. 2013                          | Joshua Butler                | Kevin Williamson & Shintaro Shimosawa                                 | 6,66 Mio.       |
| 11         | 11        | Liebet eure Feinde, hasset eure Freunde          | Whips & Regret    | 1. Apr. 2013         | 15. Aug. 2013                         | Marcos Siega                 | Kevin Williamson & Rebecca Dameron                                    | 6,57 Mio.       |
| 12         | 12        | Der Schmerz in unserem Dasein                    | The Curse         | 8. Apr. 2013         | 22. Aug. 2013                         | David Von Ancken             | Seamus Kevin Fahey & Amanda Kate Shuman                               | 6,21 Mio.       |
| 13         | 13        | Das Abweichen vom Wege                           | Havenport         | 15. Apr. 2013        | 29. Aug. 2013                         | Nicole Kassell               | David Wilcox & Vincent Angell                                         | 6,41 Mio.       |
| 14         | 14        | Jener krankhafte Geisteszustand                  | The End is Near   | 22. Apr. 2013        | 5. Sep. 2013                          | Joshua Butler                | Adam Armus & Kay Foster                                               | 7,04 Mio.       |
| 15         | 15        | Wer führt das Buch der Verzweiflung?             | The Final Chapter | 29. Apr. 2013        | 12. Sep. 2013                         | Marcos Siega                 | Kevin Williamson                                                      | 7,82 Mio.       |

## Staffel 2
Die Erstausstrahlung der zweiten Staffel war vom 19. Januar bis zum 28. April 2014 auf dem US-amerikanischen Sender Fox zu sehen. Die deutschsprachige Erstausstrahlung sendete der deutsche Pay-TV-Sender RTL Crime vom 6. Oktober 2014 bis zum 12. Januar 2015.
| Nr. (ges.) | Nr. (St.) | Deutscher Titel           | Originaltitel | Erstausstrahlung USA | Deutschsprachige Erstausstrahlung (D) | Regie           | Drehbuch         | Zuschauer (USA) |
| ---------- | --------- | ------------------------- | ------------- | -------------------- | ------------------------------------- | --------------- | ---------------- | --------------- |
| 16         | 1         | Auferstehung              | Resurrection  | 19. Jan. 2014        | 6. Okt. 2014                          | Marcos Siega    | Kevin Williamson | 11,18 Mio.      |
| 17         | 2         | Für Joe                   | For Joe       | 27. Jan. 2014        | 13. Okt. 2014                         | Joshua Butler   | Vincent Angell   | 6,02 Mio.       |
| 18         | 3         | Vertrau mir               | Trust Me      | 3. Feb. 2014         | 20. Okt. 2014                         | Liz Friedlander | Alexi Hawley     | 5,84 Mio.       |
| 19         | 4         | Unser Idol                | Family Affair | 10. Feb. 2014        | 27. Okt. 2014                         | Marcos Siega    | Brett Mahoney    | 4,76 Mio.       |
| 20         | 5         | Befriedigung der Bestie   | Reflection    | 17. Feb. 2014        | 3. Nov. 2014                          | Nicole Kassell  | Lizzie Mickery   | 5,19 Mio.       |
| 21         | 6         | Abgehoben                 | Fly Away      | 24. Feb. 2014        | 10. Nov. 2014                         | Rob Seidenglanz | Dewayne Jones    | 4,61 Mio.       |
| 22         | 7         | Das Blut aus deinen Adern | Sacrifice     | 3. März 2014         | 17. Nov. 2014                         | Adam Davidson   | Scott Reynolds   | 5,16 Mio.       |
| 23         | 8         | Mentor                    | The Messenger | 10. März 2014        | 24. Nov. 2014                         | Marcos Siega    | Alexi Hawley     | 4,86 Mio.       |
| 24         | 9         | Demaskierung              | Unmasked      | 17. März 2014        | 1. Dez. 2014                          | Nicole Kassell  | Vincent Angell   | 3,95 Mio.       |
| 25         | 10        | Keine Erlösung ohne Blut  | Teacher’s Pet | 24. März 2014        | 8. Dez. 2014                          | Marcos Siega    | Brett Mahoney    | 4,07 Mio.       |
| 26         | 11        | Freiheiten                | Freedom       | 31. März 2014        | 15. Dez. 2014                         | Liz Friedlander | Dewayne Jones    | 4,17 Mio.       |
| 27         | 12        | Heuchler                  | Betrayal      | 7. Apr. 2014         | 22. Dez. 2014                         | Marcos Siega    | Lizzie Mickery   | 4,41 Mio.       |
| 28         | 13        | Im finsteren Tal          | The Reaping   | 14. Apr. 2014        | 29. Dez. 2014                         | Joshua Butler   | Megan Martin     | 4,36 Mio.       |
| 29         | 14        | Verleugne deinen Gott!    | Silence       | 21. Apr. 2014        | 5. Jan. 2015                          | Steve Shill     | Scott Reynolds   | 4,42 Mio.       |
| 30         | 15        | Das letzte Abendmahl      | Forgive       | 28. Apr. 2014        | 12. Jan. 2015                         | Marcos Siega    | Kevin Williamson | 4,81 Mio.       |

## Staffel 3
Die Erstausstrahlung der dritten Staffel war vom 2. März bis zum 18. Mai 2015 auf dem US-amerikanischen Sender Fox zu sehen. Die deutschsprachige Erstausstrahlung sendete der deutsche Pay-TV-Sender RTL Crime vom 19. November 2015 bis zum 25. Februar 2016.
| Nr. (ges.) | Nr. (St.) | Deutscher Titel                        | Originaltitel      | Erstausstrahlung USA | Deutschsprachige Erstausstrahlung (D) | Regie           | Drehbuch                       | Zuschauer (USA) |
| ---------- | --------- | -------------------------------------- | ------------------ | -------------------- | ------------------------------------- | --------------- | ------------------------------ | --------------- |
| 31         | 1         | Todeskonzept                           | New Blood          | 2. März 2015         | 19. Nov. 2015                         | Marcos Siega    | Alexi Hawley & Brett Mahoney   | 4,86 Mio.       |
| 32         | 2         | Bekenne dich                           | Boxed In           | 9. März 2015         | 26. Nov. 2015                         | Rob Seidenglanz | Barry O’Brien                  | 3,51 Mio.       |
| 33         | 3         | Grausame Eminenz?                      | Exposed            | 16. März 2015        | 3. Dez. 2015                          | Gary Love       | Brynn Malone                   | 3,53 Mio.       |
| 34         | 4         | Frontenerweiterung                     | Home               | 23. März 2015        | 10. Dez. 2015                         | Nicole Kassell  | Jeff Eckerle & Marilyn Osborn  | 3,93 Mio.       |
| 35         | 5         | Die Wahrheit kann schaden              | A Hostile Witness  | 23. März 2015        | 17. Dez. 2015                         | Marcos Siega    | Michael McGrale                | 3,75 Mio.       |
| 36         | 6         | Tief im Wald                           | Reunion            | 30. März 2015        | 24. Dez. 2015                         | Mary Harron     | Brett Mahoney                  | 3,28 Mio.       |
| 37         | 7         | Verfolgungsjagd                        | The Hunt           | 6. Apr. 2015         | 31. Dez. 2015                         | Sylvain White   | Liz Sczudlo                    | 2,95 Mio.       |
| 38         | 8         | An der Schwelle des Erträglichen       | Flesh & Blood      | 13. Apr. 2015        | 7. Jan. 2016                          | Marcos Siega    | Mary Leah Sutton               | 3,46 Mio.       |
| 39         | 9         | Töte den Boten                         | Kill the Messenger | 20. Apr. 2015        | 14. Jan. 2016                         | David Tuttman   | Barry O’Brien                  | 3,41 Mio.       |
| 40         | 10        | Wenn der letzte Tag auch der erste ist | Evermore           | 27. Apr. 2015        | 21. Jan. 2016                         | David McWhirter | Alexi Hawley                   | 3,46 Mio.       |
| 41         | 11        | Dämonen überall                        | Demons             | 4. Mai 2015          | 28. Jan. 2016                         | Marcos Siega    | Dave Johnson                   | 3,22 Mio.       |
| 42         | 12        | Auf beiden Seiten des Abgrunds         | The Edge           | 11. Mai 2015         | 4. Feb. 2016                          | Nicole Kassell  | Jeff Eckerle & Marilyn Osborn  | 3,21 Mio.       |
| 43         | 13        | Die Liebe in den Zeiten der Gefahr     | A Simple Trade     | 11. Mai 2015         | 11. Feb. 2016                         | Marcos Siega    | Liz Sczudlo & Mary Leah Sutton | 3,07 Mio.       |
| 44         | 14        | Die Autorität der Gewalt               | Dead Or Alive      | 18. Mai 2015         | 18. Feb. 2016                         | Rob Seidenglanz | Brynn Malone & Michael McGrale | 3,13 Mio.       |
| 45         | 15        | Ein Zuhause im Ende                    | The Reckoning      | 18. Mai 2015         | 25. Feb. 2016                         | Marcos Siega    | Brett Mahoney & Alexi Hawley   | 3,05 Mio.       |

## Specials
| Nr. | Deutscher Titel | Originaltitel           | Erstausstrahlung USA | Deutschsprachige Erstausstrahlung (—) | Zuschauer (USA) |
| --- | --------------- | ----------------------- | -------------------- | ------------------------------------- | --------------- |
| 1   | —               | Inside The Following    | 19. Jan. 2013        | —                                     | –               |
| 2   | —               | The Following Revisited | 4. Jan. 2014         | —                                     | –               |
| 3   | —               | Cast Interview          | 19. Nov. 2015        | —                                     | –               |